# Acriopsis carrii
Acriopsis carrii là một loài thực vật có hoa trong họ Lan. Loài này được Holttum mô tả khoa học đầu tiên năm 1947.